# بونویل، هاوت ساووی
بونویل (به فرانسوی: Bonneville) یک کمون در فرانسه است که در اوت سووآ واقع شده‌است. بونویل ۲۷٫۱۵ کیلومتر مربع مساحت دارد.

## خواهرخوانده
شهرهای اشتاوفن ایم برایزگاو و راکونیجی خواهرخوانده‌های بونویل، هاوت ساووی هستند.